# Piper oxystachyum
Piper oxystachyum är en pepparväxtart som beskrevs av C. Dc.. Piper oxystachyum ingår i släktet Piper och familjen pepparväxter. Inga underarter finns listade i Catalogue of Life.